# Sławinek
Sławinek – dzielnica Lublina w północno-zachodniej części miasta.

## Historia
Sławinek został wydzielony w XVIII wieku ze Sławina, posiadanego przez rodzinę Firlejów, wywodzących się z Dąbrowicy. Mieścił się tu niewielki folwark i dworek. W II połowie XVIII w. należał do Jana Nepomucena Kościuszki, starosty krzemienieckiego, stryja Tadeusza. Tadeusz Kościuszko bywał tu kilkakrotnie, projektował też otaczające dworek ogrody. Kolejny właściciel Paweł Wagner założył tu kąpielisko publiczne, słynne z wód o charakterze leczniczym (kilka źródełek w miejscu obecnego Ogrodu Botanicznego). Uzdrowisko, które miało połączenie z Lublinem dzięki konnym omnibusom, upadło wskutek zniszczeń wojennych (okres I wojny światowej) oraz konkurencji Nałęczowa. Źródła wyschły wskutek budowy instalacji wodnych w latach 60. XX wieku. Obecnie Ogród Botaniczny i większa część skansenu należą do Sławina.

## Geografia
Mieszkańcy wyróżniają tzw. pierwszą (bliższą centrum miasta) i drugą górkę sławinkowską. Przez dzielnicę przepływa Czechówka. W dzielnicy przeważa zabudowa wolnostojąca, nieraz 4-5 piętrowa.

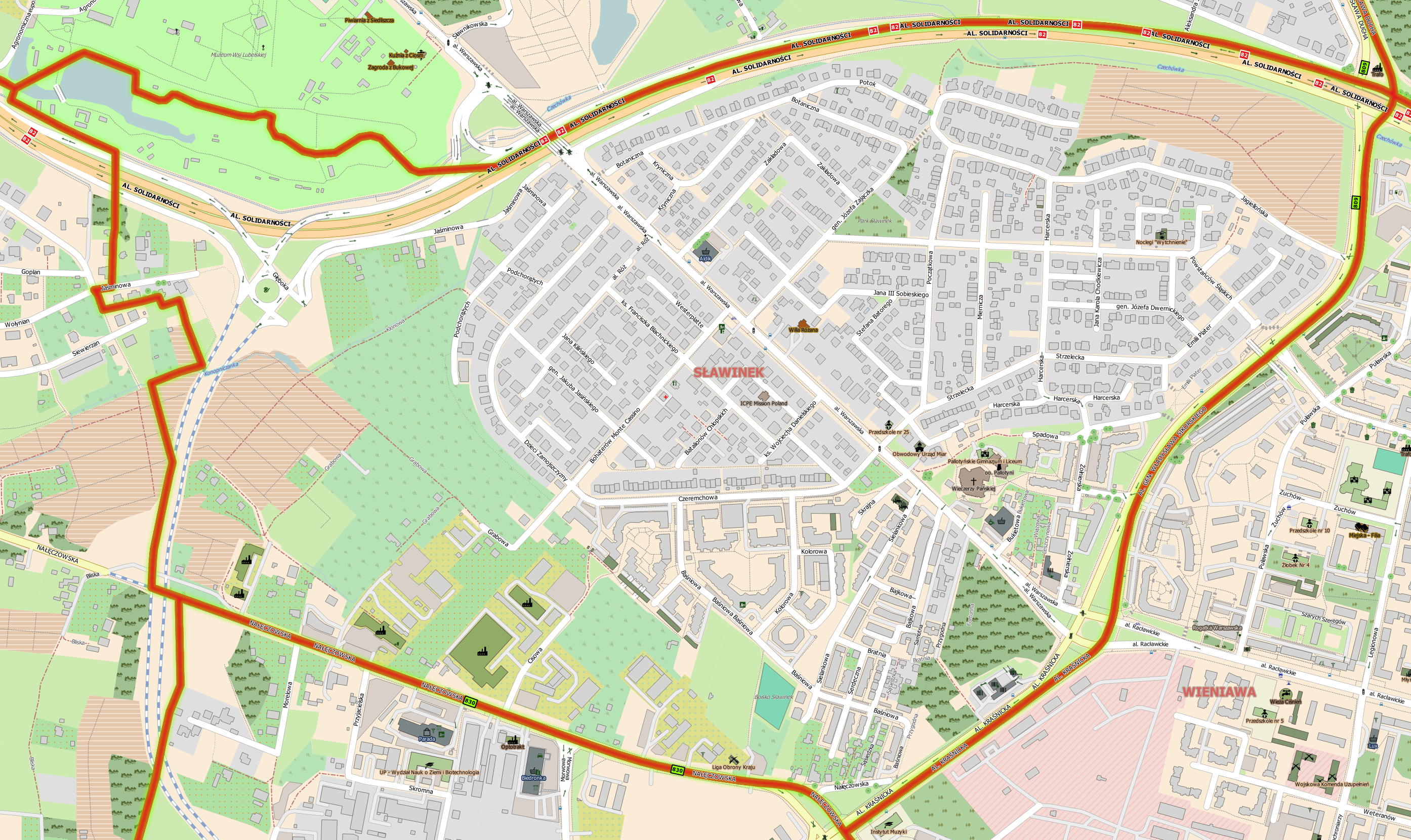
Plan dzielnicy

## Administracja
Granice dzielnic administracyjnych Sławinka określa statut dzielnicy uchwalony 19 lutego 2009. Granice Sławinka tworzą: od północy Czechówka i al. „Solidarności”, od wschodu al. Sikorskiego – al. Kraśnicka, od południa ul. Nałęczowska, a od zachodu ul. Nałęczowska – ul. Nałęczowska w kierunku Czechówki.
Powierzchnia dzielnicy wynosi 1,80 km². Według stanu na 30 czerwca 2018 na pobyt stały na Sławinku było zarejestrowanych 7036 osób.